# Psen
Psen är ett släkte av steklar som beskrevs av Pierre André Latreille 1796. Psen ingår i familjen Crabronidae.
Släktet innehåller bara arten Psen ater.